# Дурунда, Марина Сергеевна
Марина Сергеевна Дурунда (азерб. Marina Sergey qızı Durunda; род. 12 июня 1997) — азербайджанская гимнастка украинского происхождения, серебряный призёр первых Европейских игр 2015 года в Баку в упражнении с лентой. Член сборной Азербайджана по художественной гимнастике. Представляла Азербайджан на летних Олимпийских играх 2016 в Рио-де-Жанейро.

## Биография
Марина Дурунда родилась 12 июня 1997 года.
В 2015 году Марина Дурунда завоевала бронзовую медаль на чемпионате Европы по художественной гимнастике в Минске.
В июне этого же года на первых Европейских играх в Баку Марина Дурунда выступила в индивидуальном многоборье, заняв шестое место и квалифицировавшись в три финала в отдельных видах. В финале упражнения с лентой завоевала «серебро». 29 июня Президент Азербайджана Ильхам Алиев подписал распоряжения о награждении победителей первых Европейских игр и лиц, внесших большой вклад в развитие спорта в Азербайджане. Марина Дурунда за большие достижения на первых Европейских играх и заслуги в развитии спорта в Азербайджане была удостоена медали «Прогресс».
В 2015 году награждена Бронзовой медалью Азербайджанской федерации гимнастики.
В 2017 году удостоена звания «Спортсмен года» Ассоциации спортивных журналистов Азербайджана.
На Олимпийских играх в Рио-де-Жанейро квалифицировалась в финал индивидуального многоборья с результатом 70,348 балла (8 место); в итоговых соревнованиях заняла девятое место, набрав в общей сумме 69,748 балла.